# Taekwondo a 2020. évi nyári olimpiai játékokon
A 2020. évi nyári olimpiai játékokon a taekwondóban nyolc versenyszámot rendeztek meg. A versenyszámokat július 24. és 27. között rendezték meg.

Makuhari Messe

## Éremtáblázat
(A táblázatokban a rendező nemzet sportolói eltérő háttérszínnel, az egyes számoszlopok legmagasabb értéke vagy értékei vastagítással kiemelve.)
| A 2020. évi nyári olimpiai játékok éremtáblázata taekwondóban | A 2020. évi nyári olimpiai játékok éremtáblázata taekwondóban | A 2020. évi nyári olimpiai játékok éremtáblázata taekwondóban | A 2020. évi nyári olimpiai játékok éremtáblázata taekwondóban | A 2020. évi nyári olimpiai játékok éremtáblázata taekwondóban | Olimpia  |
| ------------------------------------------------------------- | ------------------------------------------------------------- | ------------------------------------------------------------- | ------------------------------------------------------------- | ------------------------------------------------------------- | -------- |
|                                                               | Ország                                                        | Arany                                                         | Ezüst                                                         | Bronz                                                         | Összesen |
| 1.                                                            | Az Orosz Olimpiai Bizottság versenyzői (ROC)                  | 2                                                             | 1                                                             | 1                                                             | 4        |
| 2.                                                            | Horvátország (CRO)                                            | 1                                                             | 0                                                             | 1                                                             | 2        |
| 2.                                                            | Szerbia (SRB)                                                 | 1                                                             | 0                                                             | 1                                                             | 2        |
| 4.                                                            | Egyesült Államok (USA)                                        | 1                                                             | 0                                                             | 0                                                             | 1        |
| 4.                                                            | Olaszország (ITA)                                             | 1                                                             | 0                                                             | 0                                                             | 1        |
| 4.                                                            | Thaiföld (THA)                                                | 1                                                             | 0                                                             | 0                                                             | 1        |
| 4.                                                            | Üzbegisztán (UZB)                                             | 1                                                             | 0                                                             | 0                                                             | 1        |
|                                                               |                                                               |                                                               |                                                               |                                                               |          |
| 8.                                                            | Nagy-Britannia (GBR)                                          | 0                                                             | 2                                                             | 1                                                             | 3        |
| 9.                                                            | Dél-Korea (KOR)                                               | 0                                                             | 1                                                             | 2                                                             | 3        |
| 10.                                                           | Jordánia (JOR)                                                | 0                                                             | 1                                                             | 0                                                             | 1        |
| 10.                                                           | Észak-Macedónia (MKD)                                         | 0                                                             | 1                                                             | 0                                                             | 1        |
| 10.                                                           | Spanyolország (ESP)                                           | 0                                                             | 1                                                             | 0                                                             | 1        |
| 10.                                                           | Tunézia (TUN)                                                 | 0                                                             | 1                                                             | 0                                                             | 1        |
|                                                               |                                                               |                                                               |                                                               |                                                               |          |
| 14.                                                           | Egyiptom (EGY)                                                | 0                                                             | 0                                                             | 2                                                             | 2        |
| 14.                                                           | Törökország (TUR)                                             | 0                                                             | 0                                                             | 2                                                             | 2        |
| 16.                                                           | Kuba (CUB)                                                    | 0                                                             | 0                                                             | 1                                                             | 1        |
| 16.                                                           | Elefántcsontpart (CIV)                                        | 0                                                             | 0                                                             | 1                                                             | 1        |
| 16.                                                           | Franciaország (FRA)                                           | 0                                                             | 0                                                             | 1                                                             | 1        |
| 16.                                                           | Izrael (ISR)                                                  | 0                                                             | 0                                                             | 1                                                             | 1        |
| 16.                                                           | Kína (CHN)                                                    | 0                                                             | 0                                                             | 1                                                             | 1        |
| 16.                                                           | Tajvan (TPE)                                                  | 0                                                             | 0                                                             | 1                                                             | 1        |
|                                                               |                                                               |                                                               |                                                               |                                                               |          |
| Összesen                                                      | Összesen                                                      | 8                                                             | 8                                                             | 16                                                            | 32       |

## Érmesek

### Férfi
| A 2020. évi nyári olimpiai játékok férfi érmesei taekwondóban |                                                                  |                                           |                                                                 |
| Versenyszám                                                   | Arany                                                            | Ezüst                                     | Bronz                                                           |
| Légsúly                                                       | Vito Dell'Aquila · Olaszország (ITA)                             | Mohamed Khalil Jendoubi · Tunézia (TUN)   | Mihail Artamonov · Az Orosz Olimpiai Bizottság versenyzői (ROC) |
| Légsúly                                                       | Vito Dell'Aquila · Olaszország (ITA)                             | Mohamed Khalil Jendoubi · Tunézia (TUN)   | Csang Dzsun (Jang Jun) · Dél-Korea (KOR)                        |
| Pehelysúly                                                    | Ulugbek Rashitov · Üzbegisztán (UZB)                             | Bradly Sinden · Nagy-Britannia (GBR)      | Csao Suaj (Zhao Shuai) · Kína (CHN)                             |
| Pehelysúly                                                    | Ulugbek Rashitov · Üzbegisztán (UZB)                             | Bradly Sinden · Nagy-Britannia (GBR)      | Hakan Reçber · Törökország (TUR)                                |
| Váltósúly                                                     | Makszim Hramcov · Az Orosz Olimpiai Bizottság versenyzői (ROC)   | Saleh Al-Sharabaty · Jordánia (JOR)       | Toni Kanaet · Horvátország (CRO)                                |
| Váltósúly                                                     | Makszim Hramcov · Az Orosz Olimpiai Bizottság versenyzői (ROC)   | Saleh Al-Sharabaty · Jordánia (JOR)       | Seif Eissa · Egyiptom (EGY)                                     |
| Nehézsúly                                                     | Vlagyiszlav Larin · Az Orosz Olimpiai Bizottság versenyzői (ROC) | Dejan Georgievski · Észak-Macedónia (MKD) | In Gjodon (In Gyodon) · Dél-Korea (KOR)                         |
| Nehézsúly                                                     | Vlagyiszlav Larin · Az Orosz Olimpiai Bizottság versenyzői (ROC) | Dejan Georgievski · Észak-Macedónia (MKD) | Rafael Alba · Kuba (CUB)                                        |

### Női
| A 2020. évi nyári olimpiai játékok női érmesei taekwondóban |                                             |                                                                 |                                            |
| Versenyszám                                                 | Arany                                       | Ezüst                                                           | Bronz                                      |
| Légsúly                                                     | Panipak Wongpattanakit · Thaiföld (THA)     | Adriana Cerezo · Spanyolország (ESP)                            | Avishag Semberg · Izrael (ISR)             |
| Légsúly                                                     | Panipak Wongpattanakit · Thaiföld (THA)     | Adriana Cerezo · Spanyolország (ESP)                            | Tijana Bogdanović · Szerbia (SRB)          |
| Pehelysúly                                                  | Anastasija Zolotic · Egyesült Államok (USA) | Tatyjana Minyina · Az Orosz Olimpiai Bizottság versenyzői (ROC) | Lo Csia-ling (Lo Chia-ling) · Tajvan (TPE) |
| Pehelysúly                                                  | Anastasija Zolotic · Egyesült Államok (USA) | Tatyjana Minyina · Az Orosz Olimpiai Bizottság versenyzői (ROC) | Hatice Kübra İlgün · Törökország (TUR)     |
| Váltósúly                                                   | Matea Jelić · Horvátország (CRO)            | Lauren Williams · Nagy-Britannia (GBR)                          | Ruth Gbagbi · Elefántcsontpart (CIV)       |
| Váltósúly                                                   | Matea Jelić · Horvátország (CRO)            | Lauren Williams · Nagy-Britannia (GBR)                          | Hedaya Malak · Egyiptom (EGY)              |
| Nehézsúly                                                   | Milica Mandić · Szerbia (SRB)               | I Dabin (Lee Da-bin) · Dél-Korea (KOR)                          | Althéa Laurin · Franciaország (FRA)        |
| Nehézsúly                                                   | Milica Mandić · Szerbia (SRB)               | I Dabin (Lee Da-bin) · Dél-Korea (KOR)                          | Bianca Walkden · Nagy-Britannia (GBR)      |